# Seligenstadt
Seligenstadt je historické město v Hesensku, Spolková republika Německo. Leží na levém břehu Mohanu, asi 30 km JV od Frankfurtu a na dálnici A3.

## Historie
Kolem roku 100 byl na tomto místě založen římský tábor, opuštěný ve 3. století. Roku 816 založil Einhard, kronikář Karla Velikého, osadu Obermülheim a benediktinský klášter a kolem roku 830 začala stavba basiliky, kam byly přeneseny ostatky římských mučedníků Petra a Marcellina. Roku 1188 zde konal císař Friedrich Barbarossa dvorský sněm, za jeho panování obec získala městská práva a na břehu řeky byla postavena císařská falc. Roku 1346 bylo město znovu založeno, městská práva ale byla 1527 omezena. Kolem roku 1433 se zde narodil malíř Hans Memling. Roku 1631 obsadili klášter Švédové, kteří pak vyplundrovali město. Kostel a klášter byly obnoveny až 1685. Roku 1803 bylo opatství zrušeno a roku 1882 byl Seligenstadt připojen na železnici.

## Pamětihodnosti
- Basilika sv. Petra a Marcellina, také Einhardova basilika, trojlodní karolinská stavba z 9. století, 1050 doplněná dvěma věžemi a ve 13. století rozšířená o nový chór. V 17. století byla barokně upravena, karolinské jádro je však z velké části zachováno. Přilehlý klášter byl také barokně přestavěn a dnes je v něm krajinské muzeum.
- Zbytky císařského paláce (Roter Schloss) ze 12. století a dobře zachovaný románský dům, kde se roku 1188 konal sněm.
- Zbytky opevnění ze 12. a 15. století s několoika věžemi a Steinheimskou branou.
- Mnoho hrázděných dvou- a třípodlažních domů ze 17. a 18. století na náměstí, v okolních ulicích a v Rosengasse (Klaa-Frankreich).

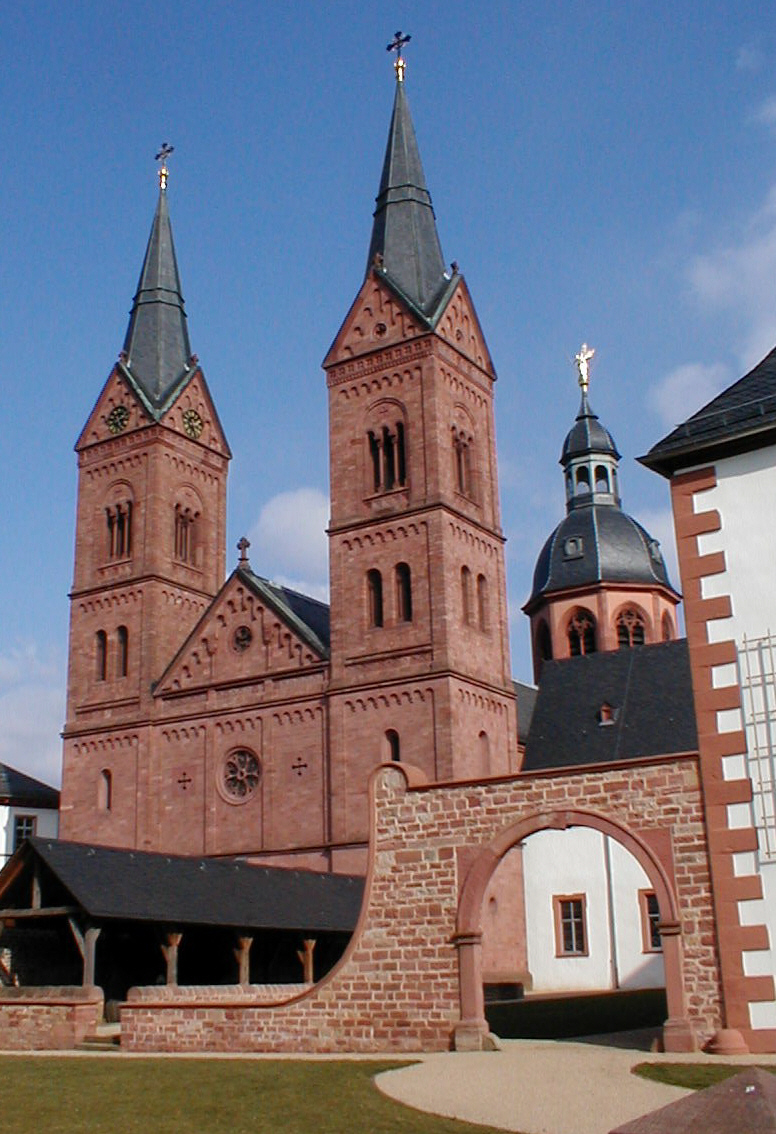
Basilika
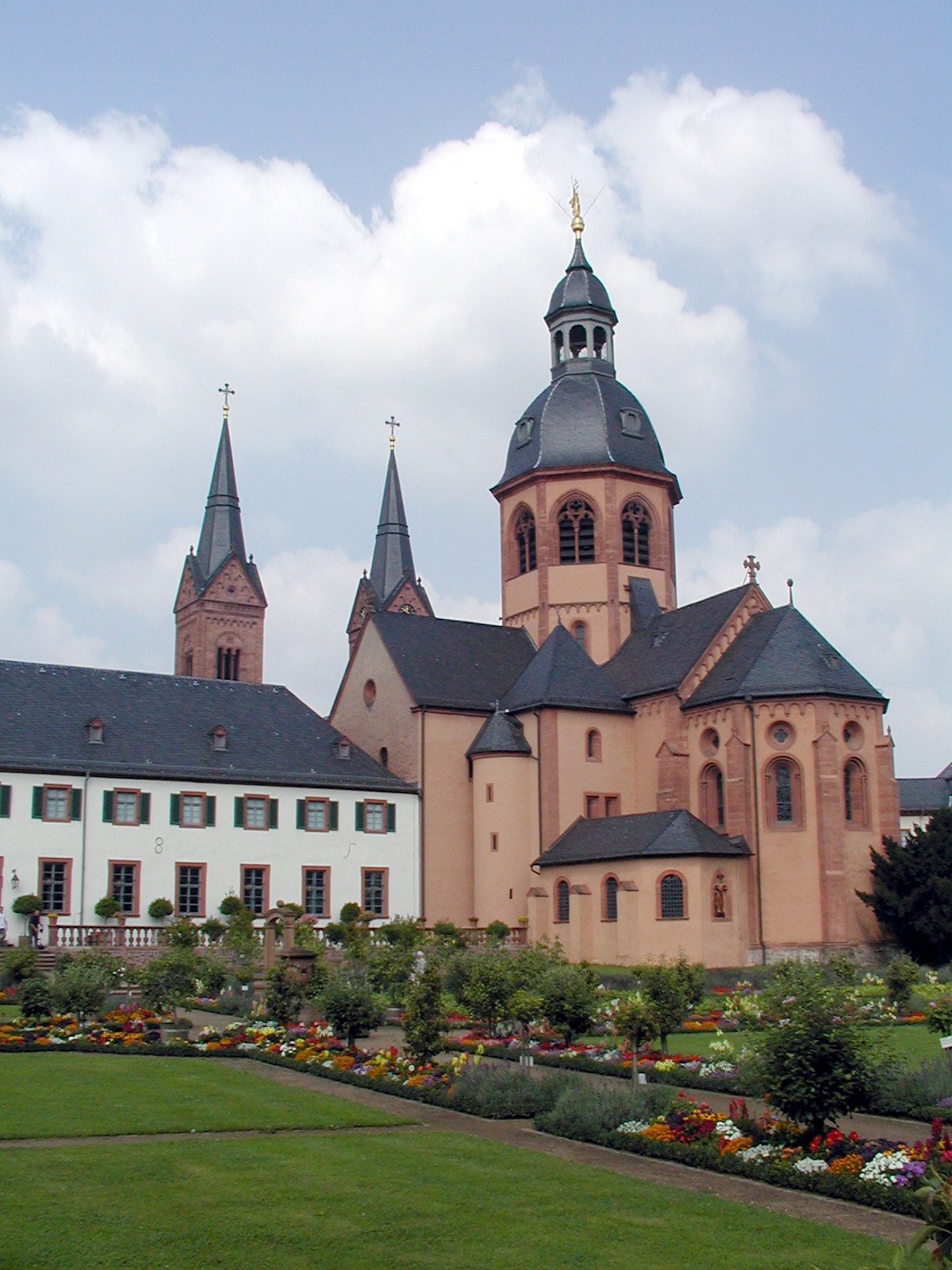
Basilika ze zahrady
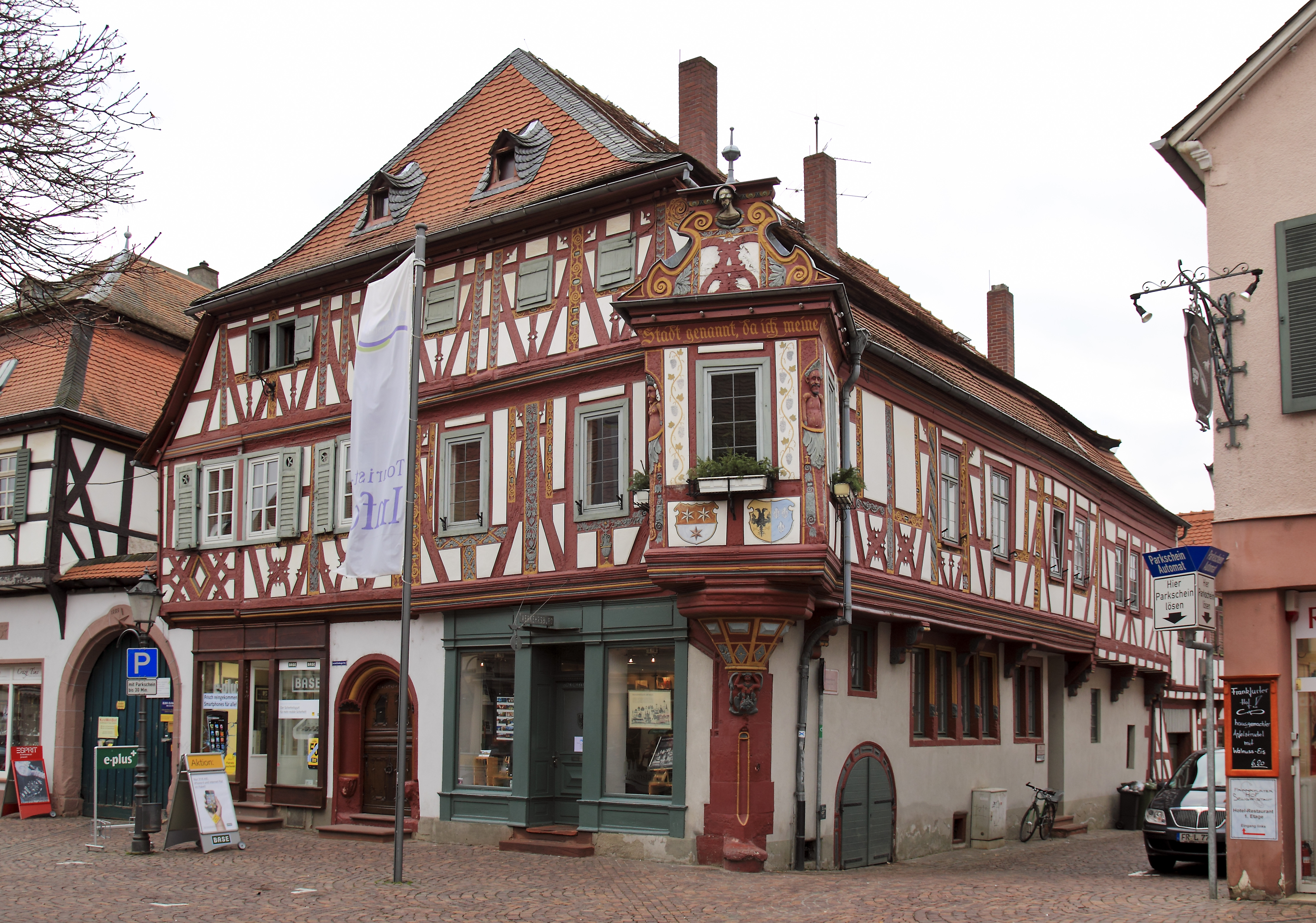
Tzv. Einhardův dům
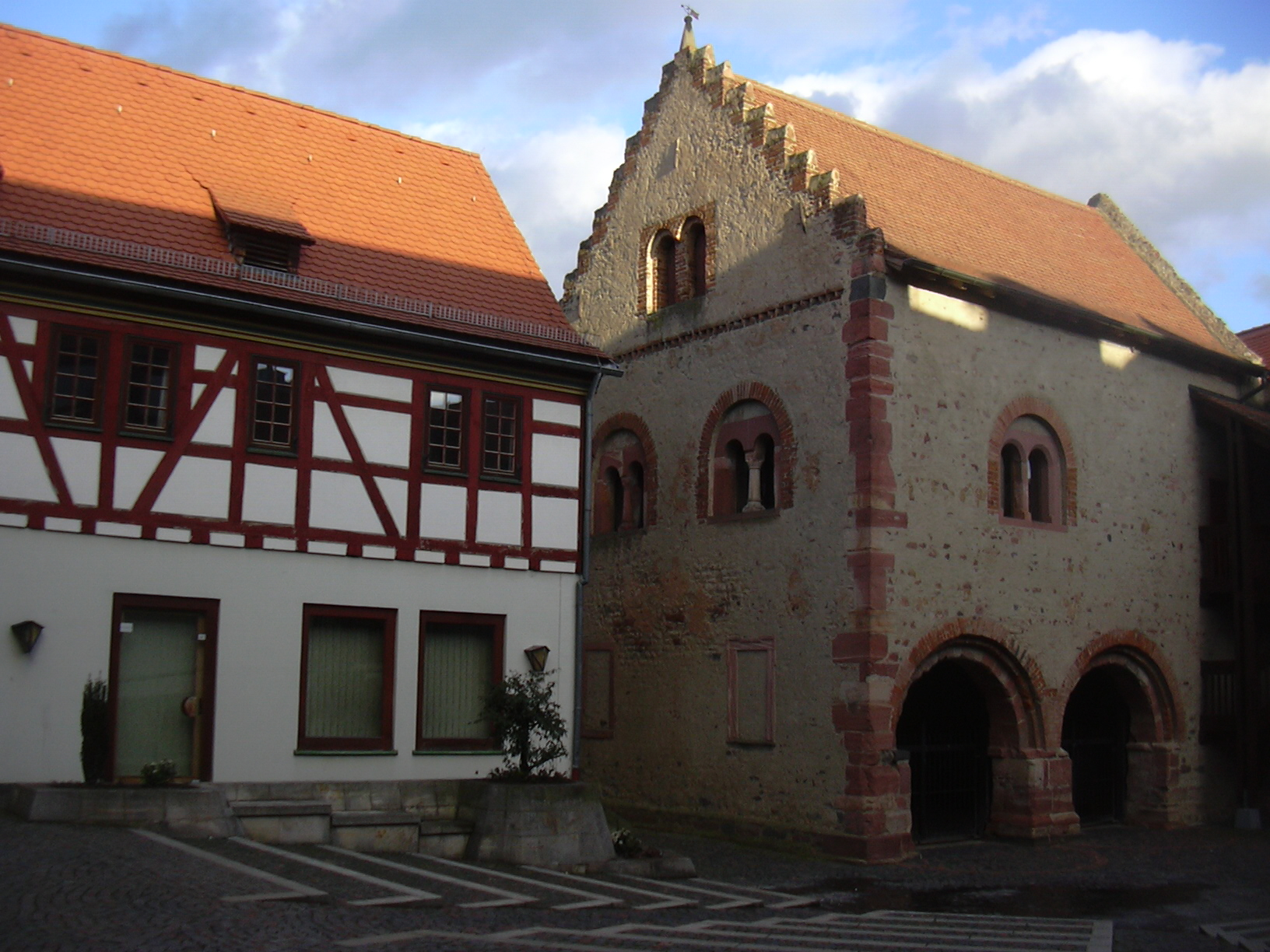
Románský dům